# Warhammer 40,000: Regicide
Warhammer 40,000: Regicide est un jeu vidéo de stratégie au tour par tour inspiré des échecs développé et édité par Hammerfall Publishing, sorti en 2015 sur Windows et iOS.

## Accueil
- Gamezebo : 4,5/5 (iOS)[1]
- PC Gamer : 70 % (PC)[2]
- Pocket Gamer : 8/10 (iOS)[3]